# Torneo Sub-17 de la Concacaf de 1999
El Torneo Sub-17 de la Concacaf de 1999 se llevó a cabo en 2 países por primera vez con la participación de 8 selecciones infantiles de Norteamérica, Centroamérica y el Caribe provenientes de una fase eliminatoria.

## Particpantes
| - Canadá - Costa Rica - El Salvador - Honduras | - Jamaica - México - Trinidad y Tobago - Estados Unidos |

## Grupo A
Los partidos se jugaron en Montego Bay, Jamaica.
| País           | G | E | P | GF | GC | Pts |
| -------------- | - | - | - | -- | -- | --- |
| Jamaica        | 2 | 1 | 0 | 3  | 0  | 7   |
| Estados Unidos | 1 | 2 | 0 | 5  | 2  | 5   |
| Costa Rica     | 1 | 1 | 1 | 5  | 5  | 4   |
| Honduras       | 0 | 0 | 3 | 1  | 7  | 0   |

| Equipo 1       | Resultado | Equipo 2       |
| -------------- | --------- | -------------- |
| Costa Rica     | 2-2       | Estados Unidos |
| Jamaica        | 1-0       | Honduras       |
| Honduras       | 0-3       | Estados Unidos |
| Jamaica        | 2-0       | Costa Rica     |
| Costa Rica     | 3-1       | Honduras       |
| Estados Unidos | 0-0       | Jamaica        |

## Grupo B
Los partidos se jugaron en San Salvador, El Salvador.
| País              | G | E | P | GF | GC | Pts |
| ----------------- | - | - | - | -- | -- | --- |
| México            | 3 | 0 | 0 | 13 | 2  | 9   |
| El Salvador       | 2 | 0 | 1 | 8  | 4  | 6   |
| Canadá            | 1 | 0 | 2 | 6  | 6  | 3   |
| Trinidad y Tobago | 0 | 0 | 3 | 3  | 18 | 0   |

| Equipo 1          | Resultado | Equipo 2          |
| ----------------- | --------- | ----------------- |
| Trinidad y Tobago | 1-6       | El Salvador       |
| Canadá            | 0-4       | México            |
| México            | 6-2       | Trinidad y Tobago |
| El Salvador       | 2-0       | Canadá            |
| Canadá            | 6-0       | Trinidad y Tobago |
| El Salvador       | 0-3       | México            |

## Playoff
| Equipo 1    | Agr. | Equipo 2       | Ida | Vuelta |
| ----------- | ---- | -------------- | --- | ------ |
| El Salvador | 1-10 | Estados Unidos | 1-6 | 0-4    |

## Clasificados al Mundial Sub-17
| - Estados Unidos | - Jamaica | - México |